# Erna Weißenborn
Erna Weißenborn (* 10. Juli 1898  in Köln; † 19. März 1973 in Heide) war eine deutsche Romanschriftstellerin und Dramatikerin von Schauspielen. Sie lebte seit ihrem zehnten Lebensjahr in Heide.

## Leben
Erna Weißenborn war die Tochter des Ingenieurs Hugo Weißenborn (1873–1903) und dessen Frau Auguste (1873–1960). Sie lebte bis zum fünften Lebensjahr bei ihren Eltern in Köln, Kiel und Hamburg. Nach dem plötzlichen Tod des Vaters wuchs sie bei ihrer Großmutter in Eisenach auf. Durch einen Unfall erblindete sie fast vollständig. Nachdem ihre Mutter erneut geheiratet hatte, nahm sie das Kind wieder zu sich nach Hamburg, bald darauf zog die Familie nach Heide. Weißenborn besuchte dort die höhere Töchterschule. Schon in der Schulzeit zeigte sich ihr schriftstellerisches Talent. Kleine Geschichten wurden von der Lokalzeitung veröffentlicht und mit 16 Jahren schrieb sie ihren ersten Roman. Ihre Werke wurden bald im Fontane-Verlag und in der Deutschen Buchgemeinschaft veröffentlicht. Ihre Dramen wurden unter anderem am Deutschen Theater in Berlin und am Schauspielhaus Hamburg aufgeführt.
Ihr Leben wurde im Dokumentarfilm Erna Weißenborn – Eine Frau schreibt ihren Weg (2000, Regie: Martina Fluck) verfilmt.

## Werke

### Romane
Unter anderem sind das:
- „Die Mausefalle (erschienen 1919)“
- „Der Stern Kretuklar (1926)“
- „Der Umweg nach Seelau (1946)“
- „Barbarossa und der Dicke (1950)“
- „Warten auf den Tag (1962)“
- „Lillebe (1968)“
- „Der rote Husar“

### Schauspiele und Dramen
- „Das Haus wider Gott“
- „Destille Veit“
- „Die Kathedrale“
- „Linna Nordmann“

Diese wurden auf Deutschlands bedeutendsten Bühnen (in Berlin, Hamburg, Leipzig, Nürnberg und Bremen) aufgeführt.

### Hörspiele
- „Eine Tür fällt zu“
- „Kopf weg, es regnet Gold“
- „Nein, Herr Commont“ wurde 1951 mit dem bayerischen Hörspielpreis ausgezeichnet.